# Theodore Roosevelt Inaugural National Historic Site
Le Theodore Roosevelt Inaugural National Historic Site est un site historique national américain protégeant la demeure de la ville de Buffalo, dans l'État de New York, où Theodore Roosevelt prêta serment pour devenir le président des États-Unis à la suite de l'assassinat de William McKinley. Créé le 2 novembre 1966 et inscrit au Registre national des lieux historiques depuis ce même jour, il est géré par le National Park Service.